# 石井裕 (コンピューター研究者)
石井 裕（いしい ひろし、1956年2月4日 - ）は、日本のコンピュータ研究者、工学者。東京都生まれ。5歳のときに北海道札幌市に移る。アメリカ合衆国・マサチューセッツ工科大学教授。専門は情報工学。
タンジブル・ビット研究の創始者。モットーは「人の二倍働いて、三倍の成果を出す」

## 経歴

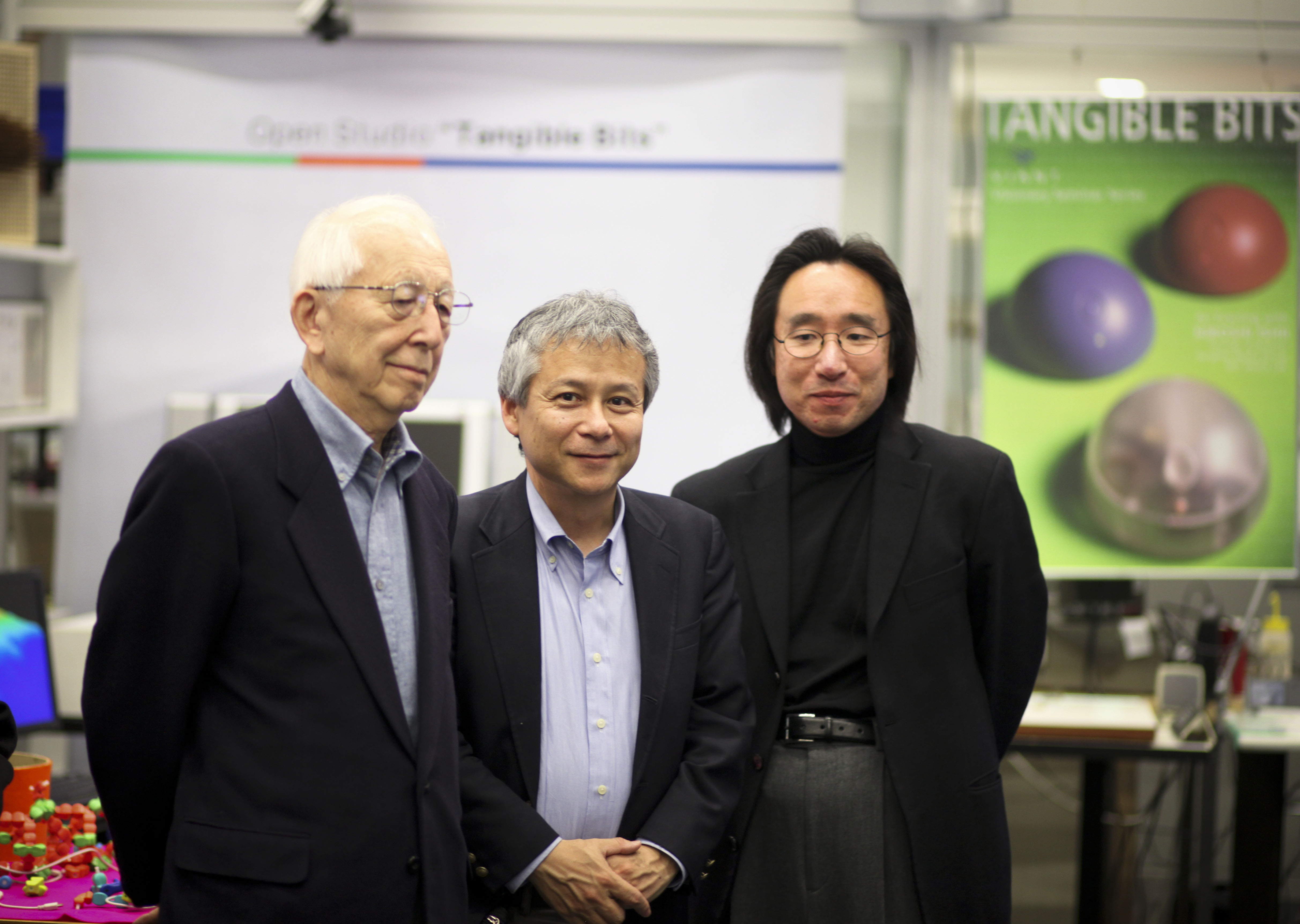
2010年3月3日、槇総合計画事務所所長槇文彦（左）、槇総合計画事務所副所長亀本ゲイリー（右）と

北海道新聞社のエンジニアであった父親の影響で、幼時からコンピュータに興味を持つ。北海道札幌南高等学校、北海道大学工学部電子工学科卒業。同大学大学院情報工学専攻修士課程修了。
電電公社入社。その後、北海道大学より論文博士号（工学博士）を取得。西ドイツ（当時）のGMD研究所客員研究員、NTTヒューマンインターフェース研究所、トロント大学客員助教授、MIT教授を歴任。現在MITメディアラボ副所長。
2012年、国際社会において優れた活動を行い、「日本」の発信に貢献したとして、内閣府から「世界で活躍し『日本』を発信する日本人」の一人に選ばれた。

## 研究

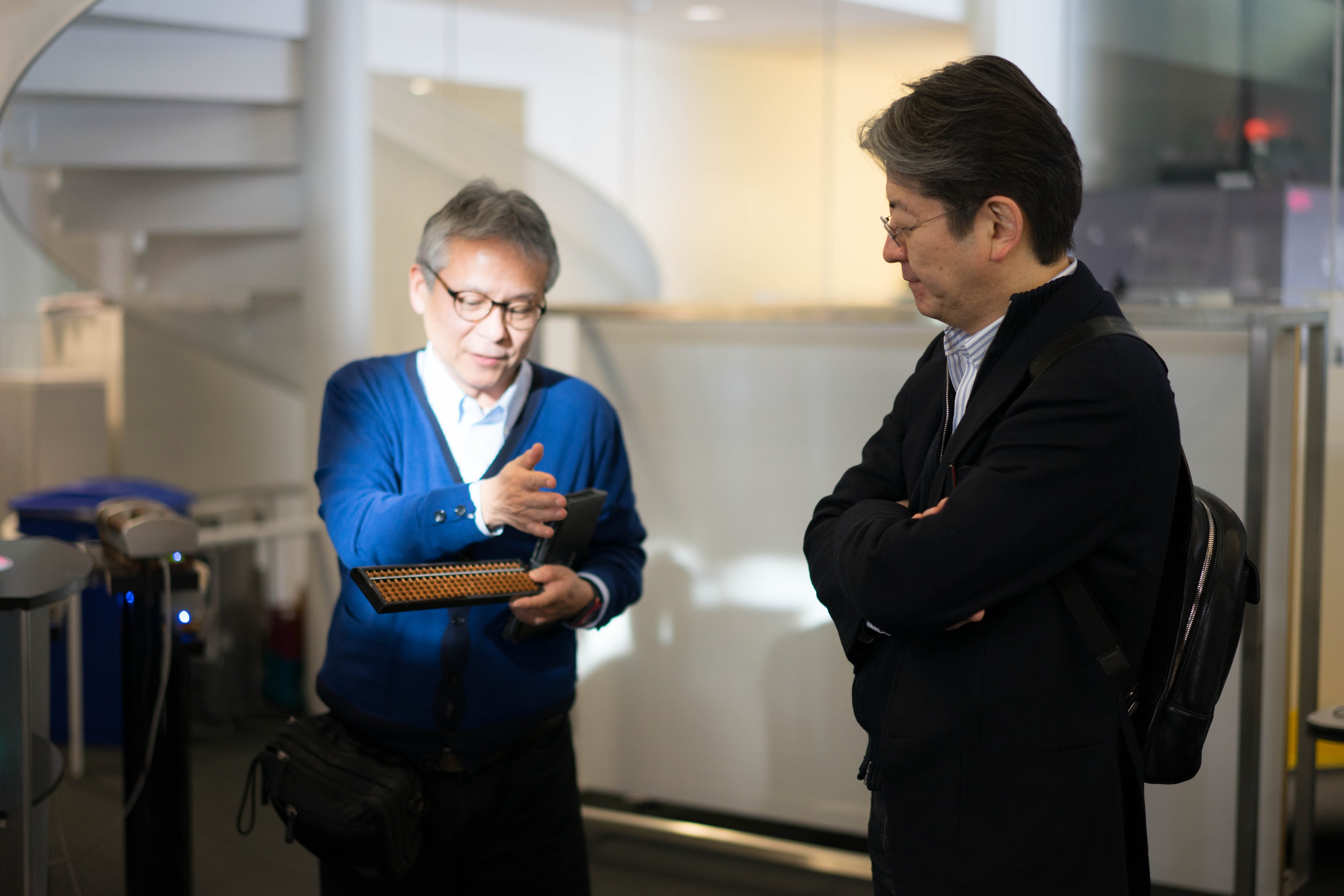
2014年2月10日、マネックスグループ最高経営責任者松本大（右）と

「現実世界で触ったり操作する“モノ”の世界と、サイバースペースとを如何に繋ぐか」を主要な研究テーマとする。NTTヒューマンインターフェース研究所在籍時に、距離を越えて協同描画ができる「クリアボード」を同僚の小林稔と開発。この研究がコンピューター研究者のアラン・ケイ、MITメディアラボ創設者のニコラス・ネグロポンテに認められ、1995年秋にMITへ移籍。MITメディアラボでタンジブル・メディア・グループを創設。タンジブル・ユーザ・インターフェース（デジタル情報を有形化して直接操作を可能とするユーザインタフェース技術）の研究が認められ、2001年にテニュア（終身在職権）を取得。2006年には ACM SIGCHI から CHI Academy を受賞。2019年にアジア人初となるSIGCHI LIFETIME RESEARCH AWARD（生涯研究者賞）を受賞。

## 主な著作
- グループウェアのデザイン（共立出版 1994年）
- CSCWとグループウェアー 協創メディアとしてのコンピューター（オーム社 1994年）
- タンジブル・ビット：情報の感触・情報の気配（NTT出版 2000年）